# San Pedro de Colalao
San Pedro de Colalao is een plaats in het Argentijnse bestuurlijke gebied Trancas in de provincie Tucumán. De plaats telt 4.200 inwoners.